# Cerny
Cerny  [sɛʁni] je francouzská obec v departementu Essonne v regionu Île-de-France. V obci se nachází kostel svatého Petra.

## Poloha
Obec Cerny se nachází asi 42 km jižně od Paříže. Obklopují ji obce Itteville na severu, Baulne na severovýchodě, La Ferté-Alais na východě, Guigneville-sur-Essonne na jihovýchodě, D'Huison-Longueville na jihu, Villeneuve-sur-Auvers a Boissy-le-Cutté na jihozápadě, Janville-sur-Juine na západě a Bouray-sur-Juine na severozápadě.

## Vývoj počtu obyvatel
Počet obyvatel